# Garth Davis

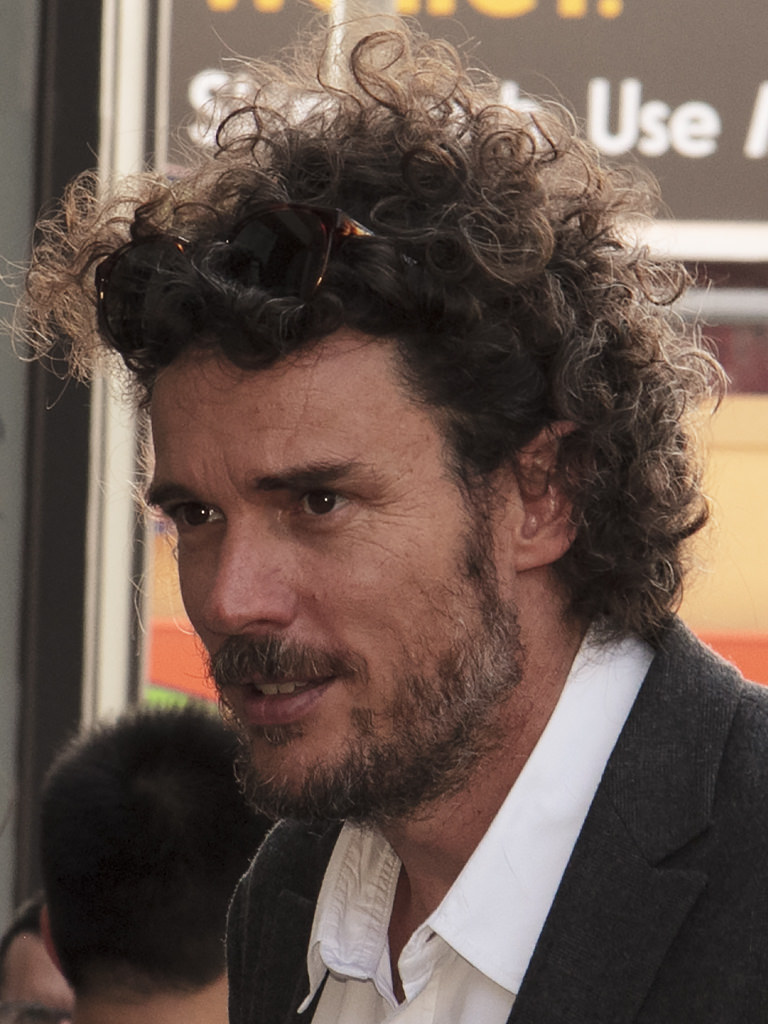
Garth Davis

Garth Davis (* 23. September 1974 in Brisbane) ist ein australischer Fernseh-, Film- und Werbe-Regisseur.
Gart Davis ist etwa seit dem Jahr 2000 als Regisseur für Fernsehserien und Werbeclips tätig. Für seine Regiearbeit bei der Serie Top of the Lake wurde er für einen Primetime-Emmy und einen BAFTA-Award nominiert. 2016 gab er mit Lion – Der lange Weg nach Hause sein Spielfilmdebüt. Dieser wurde ein internationaler Erfolg und mehrfach ausgezeichnet und nominiert. 2018 erfolgte mit Maria Magdalena eine Verfilmung des Lebens der Maria Magdalena.
Sein letzter realisierter Film war Enemy (2023).

## Filmografie (Auswahl)
- 2000: P.I.N.S. (Dokumentarfilm)
- 2003: Alice (Kurzfilm)
- 2006: Love My Way (Fernsehserie, 3 Folgen)
- 2013: Top of the Lake (Fernsehserie, 4 Folgen)
- 2016: Lion – Der lange Weg nach Hause (Lion)
- 2018: Maria Magdalena (Mary Magdalene)
- 2023: Enemy (Foe)